# Къща на Дона Ковачева (Кюстендил)
Къщата на Дона Ковачева е историческа възрожденска къща, паметник на културата, в гр.Кюстендил на ул. „Хан Крум“, в центъра на града зад Художествената галерия „Владимир Димитров-Майстора“.

## История и особености
Къщата на баба Дона Ковачева (1855-1926) е място за срещи и подслон на комити, дейци и ръководители на ВМОРО, които минават през Кюстендил. Тук е отсядала Екатерина Симидчиева от град Куманово, волева посестрима на баба Дона. Когато се урежда бомболеярницата в Кюстендилско, баба Дона дава целия ковашки инструментариум на покойния си съпруг. Тя не само посреща гости, готви, пече хляб, пере, лекува ранените, но и играе ролята на куриер и превежда четници на ВМОРО по най-късите и непознати пътища през границата за поробената от Османската империя Македония. В тайниците на къщата се съхраняват комитетско оръжие, боеприпаси и снаряжение. Баба Дона Ковачева умира в своя дом през 1926 година. Имената на Гоце Делчев, неговите братя Милан, Димитър и Христо Делчеви, Даме Груев, Пере Тошев, Яне Сандански, Гьорче Петров, Марко Секулички, Иван Лимончев, Пейо Яворов, Ефрем Чучков, Дончо Щипянчето и неговото семейство, които са живеели известно време в дома на баба Дона, Тодор Александров и други са сред дългия списък от имена на дейци и войводи на ВМОРО, които са посещавали и/или отсядали в Ковачевия дом. През периода 1895-1903 г. в къщата се помещава щабквартирата на Гоце Делчев и е база на македоно-одринското освободително движение в продължение на 30 години. Тук са се празнували и сватби на дейци от Щипско.

## Днес
На къщата на баба Дона e направен цялостен ремонт в края на 1970-те години и сега е паметник на културата от местно значение. Собственост е на Община Кюстендил. В дома на баба Дона през 2013 година е открита временна изложба в памет на алпиниста Людмил Янков, родом от Кюстендил. В същата година е направен пак цялостен ремонт на историческия дом с цел да бъде съхраняван и да продължава да е живо свидетелство за героизма на баба Дона Ковачева.